# Amanda Manopo
 (juillet 2023).
Amanda Gabriella Manopo Lugue, ou Amanda Manopo, née le 6 décembre 1999 à Jakarta, est une actrice, chanteuse, et modele indonésienne.

## Biographie
Amanda Manopo est la plus jeune fille du couple Ramon Gauna Lugue, un architecte d'origine espagnole et philippine, et Henny Manopo Lugue originaire de Minahasa.
Amanda Manopo commence sa carrière dans le monde du divertissement en tant que star de la publicité en 2008 puis entre dans le monde du cinéma en jouant dans le film Jusqu'à la fin du monde en 2012. Cependant, elle se fait un nom après avoir interprété le rôle d'Ariel dans le feuilleton Sirène amoureuse en 2016,.
En 2020, Amanda Manopo gagne en popularité grâce à son rôle d'Andin dans un feuilleton produit par MNCTV, à savoir Lien d'amour.